# Bezzia griseipes
Bezzia griseipes är en tvåvingeart som först beskrevs av Clastrier, Rioux och Descous 1961.  Bezzia griseipes ingår i släktet Bezzia och familjen svidknott.
Artens utbredningsområde är Tchad. Inga underarter finns listade i Catalogue of Life.